# BVP-2
BVP-2 — чехословацкая гусеничная боевая машина пехоты, основанная на советской БМП-2, предназначенная для транспортировки личного состава к переднему краю, повышения его мобильности, вооружённости и защищённости на поле боя в условиях применения ядерного оружия и совместных действий с танками в бою.
Вооружение BVP состоит из советской автоматической пушки 2А42 калибра 30 мм, предназначенной для уничтожения легкобронированных целей, пулемета ПКТ калибра 7,62 мм и противотанковых управляемых пусковых установок 9К111 Фагот, 9К111М Фагот-М и 9К111-1 Конкурс. На BVP-2 установлено оборудование для защиты экипажа от большого давления, проникающей радиации, радиоактивных осадков и химического оружия. Он также оснащен системой 902В «Туча» для стрельбы дымовыми гранатами (6 шт.).

## Страны-эксплуатанты
- Чехия
- Словакия